# 普拉特山
85°24′S 176°41′E / 85.400°S 176.683°E
普拉特山（英語：Mount Pratt）是南極洲的山峰，位於杜費克海岸，處於布洛克山以北31公里的米爾斯特里姆冰川源頭附近，屬於格羅夫納山脈的一部分，在1929年11月由美國探險隊發現。